# 25-ös vízibusz (Velence)
A velencei 25-ös jelzésű vízibusz Velence északi részét kötötte össze a mestrei San Giulianoval. A viszonylatot az ACTV üzemeltette.

## Története
A 25-ös jelzésű vízibusz rövid ideig közlekedett a '80-as években a Riva degli Schiavoni megállótól Chioggiáig, a 11-es járat kiegészítéseként.
2011-ben ismét indítottak 25-ös jelzéssel járatot, de teljesen más útvonalon. Ez leginkább a 2008-ban megszüntetett 24-es járatra hasonlított. A téli menetrend bevezetésekor 21-esre számozták át.
A 25-ös járat története:
| Időszak     | Járat- szám | Megállók                                                                       |
| ----------- | ----------- | ------------------------------------------------------------------------------ |
| 1982 – 1987 | 25          | Riva degli Schiavoni – Alberoni – San Pietro in Volta – Pellestrina – Chioggia |
| 2011        | 25          | San Giuliano – Fondamente Nove – Ospedale                                      |

## Megállóhelyei
| sz. | idő (perc) | megállóhely neve           | sz. | idő (perc) | látnivalók                              |
| --- | ---------- | -------------------------- | --- | ---------- | --------------------------------------- |
| 0   | 0          | San Giuliano               | 2   | 27         | Mestre, San Giuliano                    |
| 1   | 24         | Fondamente Nove (Linea 13) | 1   | 3          | Gesuati                                 |
| 2   | 27         | Ospedale                   | 0   | 0          | Santi Giovanni e Paolo, Ospedale Civile |